# 카타야마 하루카
카타야마 하루카 (片山 陽加, 1990년 5월 10일 ~ ) 는, 일본의 여배우, 가수이며, 여성 아이돌 그룹 AKB48 팀A의 전 멤버이다.
아이치현 출신. 어 빙 소속.

## 내력
2006년
- 12월 3일, 《제3기 AKB48 추가 멤버 오디션》에 합격.

2007년
- 4월 8일, AKB48 극장에서의 《팀B 1st Stage 〈청춘 걸즈〉》 첫날 공연으로, 팀B의 일원으로서 데뷔.

2009년
- 2월 8일부터의 《팀B 4th Stage 〈아이돌의 새벽〉》 공연에서는, 유닛곡 〈사랑스러운 나타샤〉의 멤버인 사시하라 리노, 타나베 미쿠와 셋이서 〈팀 사냥꾼.〉을 결성해, 디바스 세뇨리타 카타야마, 도리안 사시하라, 글로리아스 타나베라고 이름을 대, 활동하고 있었다. 〈팀 사냥꾼.〉은 2010년 4월 16일, 《팀B 4th Stage 〈아이돌의 새벽〉》 공연의 최종일을 갖고 해산했다.
- 6월부터 7월에 걸쳐 실시된 《AKB48 13th 싱글 선발 총선거 〈신께 맹세코 진짜입니다〉》에서는 28위로, 언더 걸즈에 들어간다.
- 8월 23일에 개최된 《요미우리 신문 창간 135주년 기념 콘서트 AKB104 선발 멤버 조각 축제》의 밤공연에서, 10월부터 팀A로 이동하는 것이 발표되었다(실제로 이동한 것은 2010년 7월 27일).

2010년
- 3월 25일에 개최된 《AKB48 만석 축제 희망 찬반양론》의 밤공연에서, 사토 아미나와 함께 아틀리에 덩컨으로의 이적 타진이 발표되어, 4월 14일부터 정식으로 소속하는 것이 되었다.
- 5월 10일(20세 때의 생일)에 아메바 블로그로 블로그를 개설.
- 5월부터 6월에 걸쳐 실시된 《AKB48 17th 싱글 선발 총선거 〈어머니께 맹세코, 진짜입니다〉》에서는 37위로, 언더 걸즈에 들어간다.

2012년
- 2월 2일, 《AKB48 Now on Google+》에서, 개성적인 투고를 하는 멤버를 모은 〈구플 선발 7〉에 들어간다.
- 3월 1일, Google+의 아키모토 야스시의 투고에서 구플 선발이 발표되어, 구플 선발에 들어간다.
- 5월부터 6월에 걸쳐 실시된 《AKB48 27th 싱글 선발 총선거》에서는 48위로, 넥스트 걸즈에 들어간다[1].
- 8월 24일, 《AKB48 in TOKYO DOME ~1830m의 꿈~》 첫날 공연에서, 팀B로 이동하는 것이 발표되었다[2].
- 11월 1일, 팀B로 이동.
- 11월 3일, 팀B 웨이팅 공연의 스타팅 멤버로서 신 팀에서의 활동을 개시한다[3].

2013년
- 3월 25일에 극장 공연 출연 횟수가 700회에 도달한 것을 Google+에 보고[4].
- 3월 31일, 아틀리에 덩컨과의 계약이 종료[5].
- 4월 1일, AKS로 이적[5].
- 5월부터 6월에 걸쳐 실시된 《AKB48 32nd 싱글 선발 총선거》에서는 34위로, 넥스트 걸즈에 들어간다[6].

2014년
- 1월 1일, 어 빙으로 이적[7].
- 2월 24일, Zepp DiverCity에서 개최된 《AKB48 그룹 대조각 축제》에서, 팀A로 이동하는 것이 발표되었다[8].
- 4월 14일, 팀B 웨이팅 공연에서 AKB48를 졸업하는 것을 발표했다[9].
- 9월 29일, 이 날 AKB48 극장에서 열린 졸업 공연을 갖고, AKB48를 졸업[10].

### 소속 사무소 편력
AKS→아틀리에 던컨→AKS→어 빙

## 인물
- 아이치 현에서 태어나, 3살까지 살았다.
- 도쿄 디즈니랜드를 좋아한다.

## AKB48에서의 참가곡

### 싱글 CD 선발곡
- 〈Baby! Baby! Baby!〉에 수록
  - 初日 / 첫날
- 〈言い訳Maybe 변명 Maybe〉에 수록
  - 飛べないアゲハチョウ / 날지 못하는 호랑나비 - 언더 걸즈 명의
- 〈RIVER〉에 수록
  - 君のことが好きだから / 네가 좋으니까 - 언더 걸즈 명의
- 〈ポニーテールとシュシュ 포니테일과 슈슈〉에 수록
  - 盗まれた唇 / 도둑맞은 입술 - 언더 걸즈 명의
- 〈ヘビーローテーション 헤비 로테이션〉에 수록
  - 涙のシーソーゲーム / 눈물의 시소 게임 - 언더 걸즈 명의
- 〈Beginner〉에 수록
  - 僕だけのvalue / 나만의 value - 언더 걸즈 명의
  - 君について / 너에 대해서 - MINT명의
- 〈チャンスの順番 찬스의 차례〉에 수록
  - 胡桃とダイアローグ / 호두와 다이얼로그 - 팀A명의
- 〈桜の木になろう 벚나무가 되자〉에 수록
  - キスまで100マイル / 키스까지 100마일 - MINT명의
- 〈Everyday、カチューシャ Everyday, 카츄샤〉에 수록
  - 人の力 / 사람의 힘 - 언더 걸즈 명의
- 〈風は吹いている 바람은 불고 있어〉에 수록
  - ゴンドラリフト / 곤돌라 리프트 - 언더 걸즈 백합조 명의
- 〈上からマリコ 위에서부터 마리코〉에 수록
  - 隣人は傷つかない / 이웃은 상처받지 않아 - 팀A 명의
- 〈GIVE ME FIVE!〉에 수록
  - 羊飼いの旅 / 목동의 여행 - 스페셜 걸즈B 명의
- 〈真夏のSounds good ! 한여름의 Sounds good !〉에 수록
  - ぐぐたすの空 / 구플의 하늘 - 구플 선발 명의
- 〈ギンガムチェック 깅엄 체크〉에 수록
  - ドレミファ音痴 / 도레미파 음치 - 넥스트 걸즈 명의
- 〈UZA〉에 수록
  - 正義の味方じゃないヒーロー / 정의의 편이 아닌 히어로 - 팀B명의
- 〈永遠プレッシャー 영원 프레셔〉에 수록
  - 私たちのReason / 우리의 Reason
- 〈So long !〉에 수록
  - そこで犬のうんち踏んじゃうかね? / 거기서 개의 똥 밟아버릴까? - 우메다 팀B 명의
- 〈さよならクロール 안녕 크롤〉에 수록
  - ロマンス拳銃 / 로맨스 권총 - 팀B 명의
- 〈恋するフォーチュンクッキー 사랑하는 포춘 쿠키〉에 수록
  - 今度こそエクスタシー / 이번에야 말로 엑스터시 - 넥스트 걸즈 명의
- 〈ハート・エレキ 하트 일렉트릭 기타〉에 수록
  - Tiny T-shirt - 팀B 명의
- 〈前しか向かねえ 앞 밖에 보지 않아〉에 수록
  - 恋とか… / 사랑이라던가…
- 〈ラブラドール･レトリバー 래브라도 리트리버〉에 수록
  - 君は気まぐれ / 넌 변덕쟁이 - 팀A 명의

### 극장 공연 유닛곡
팀B 1st Stage 〈청춘 걸즈〉 공연
- 雨の動物園 / 비 오는 동물원

팀B 2nd Stage 〈만나고 싶었어〉 공연
- 涙の湘南 / 눈물의 쇼난
- 恋のPLAN / 사랑의 PLAN
- リオの革命 / 리오의 혁명
※전원 참가곡이긴 하지만, 〈스커트, 휘이익〉에서는 프론트 멤버(스카히라 세븐)으로 등장한다.

팀B 3rd Stage 〈파자마 드라이브〉 공연
- 純情主義 / 순정 주의

팀B 4th Stage 〈아이돌의 새벽〉 공연
- 愛しきナターシャ / 사랑스러운 나타샤
- 片思いの対角線 / 짝사랑의 대각선 ※
※니토 모에노의 유닛곡 언더

팀K 5th Stage 〈거꾸로 오르기〉 공연
- わがままな流れ星 / 제멋대로인 유성
※오노 에레나의 언더

THEATRE G-ROSSO 〈꿈을 죽게할 수는 없어〉 공연
- 初めてのジェリービーンズ / 첫 젤리 빈즈
※사토 나츠키·사토 스미레의 스탠바이

팀A 6th Stage 〈목격자〉 공연
- サボテンとゴールドラッシュ / 선인장과 골드 러시
- 愛しさのアクセル / 사랑스러움의 악셀 ※
※타카하시 미나미의 솔로 유닛곡 언더

우메다 팀B 웨이팅 공연
- 思い出以上 / 추억 이상 (팀S 3rd Stage 〈제복의 싹〉)
- 抱きしめられたら / 감싸안길 수 있다면 (팀K 5th Stage 〈거꾸로 오르기〉, 쿠라모치 아스카의 포지션) ※
※후지에 레이나의 언더

팀A 7th Stage 〈연애 금지 조례〉 공연
- 恋愛禁止条例 / 연애 금지 조례 ※
※이와타 카렌의 언더
- ツンデレ! / 츤데레! ※
※나카니시 치요리·타카하시 미나미의 유닛 언더

## 출연

### 드라마
- 마지스카 학원 (2010년 1월 ~ 3월, TV 도쿄) - 쇼와 역
- 벚꽃으로부터의 편지~AKB48 각각의 졸업 이야기~ (2011년 2월 ~ 3월, 닛폰 TV)
- 마지스카 학원 2 (2011년 4월 ~ 7월, TV 도쿄) - 쇼와 역
- So long ! 제3화 (2013년 2월 13일, 닛폰 TV) - 에구치 카나코 역

### 영화
- 지구 방위 걸즈 P9 (2011년, 파이어 크래커) - 츠치우라 역

### 무대
- AKB 가극단 〈∞·Infinity〉 (2009년 10월 30일 ~ 11월 8일, THEATRE G-ROSSO) - 하급생 역
- 아틀리에 덩컨 프로듀스 음악극 〈ACT 이즈미 쿄카〉 (2010년 10월 1일 ~ 24일, 도쿄 글로브좌 외)
- 브로드웨이 뮤지컬 〈BLUES IN THE NIGHT〉 (2011년 9월 30일 ~ 10월 30일) - GIRL 역
- 키노미 나나 50주년 기념 콘서트 《SHOW GIRL의 시간 여행》 (2012년 5월 29일 ~ 6월 2일)
- 아틀리에 덩컨 프로듀스 뮤지컬 〈신칸센 청소의 천사들〉 (2013년 3월 16일 ~ 24일, AiiA Theater Tokyo) - 후지타 나나코 역
- 뮤지컬 《SEMPO》 ―일본의 신들러 스기하라 치우네 이야기― (2013년 9월 10일 ~ 29일) - 스기하라 세츠코 역(사토 아미나와의 더블 캐스트)
- 브로드웨이 뮤지컬 〈아일랜드 일찍이 이 섬에서〉 (2014년 6월 10일 ~ 15일) - 주연
- Initial Film 주식회사 제3회 공연 〈당신에게 하는 키스 2〉 (2014년 7월 9일 ~ 13일)
- UMAN 프로듀스 Presents 리본의 기사－와시오 고교 연극부 분투기－ (2014년 9월 11일 ~ 14일) - 주연·이케다 마유미 역
- STANDARDSONG Presents 뮤지컬 〈팬터지 플래니트〉 (2014년 11월 6일 ~ 9일) - 주연·아리스 역
- 〈LIVE AIRLINE〉 뮤지컬 엔터테인먼트 쇼 (2015년 3월 4일 ~ 12일)
- 브로드웨이 뮤지컬 〈아일랜드 일찍이 이 섬에서〉 재연 (2015년 5월 7일 ~ ) - 주연
- 창작 연극 〈이가의 신부〉(2017년 1월 13일 ~ 22일)

## 서적

### 캘린더
- 카타야마 하루카 2012년 캘린더 (2011년 11월 19일, 하고로모)
- 탁상 카타야마 하루카 2013년 캘린더 (2012년 12월 7일, 하고로모)
- 탁상 카타야마 하루카 2014년 캘린더 (2013년 12월 6일, 하고로모)